# Blake Davis
Pour les articles homonymes, voir Jonathan Davis (homonymie) et Davis.
Blake Jonathan Davis (né le 22 décembre 1983 à Newport Beach, Californie, États-Unis) est un joueur de champ intérieur et de champ extérieur jouant pour les Orioles de Baltimore de la Ligue majeure de baseball.

## Carrière
Joueur à l'université d'État de Californie à Fullerton, Blake Davis est sélectionné au 46e tour par les Indians de Cleveland en 2005. Il ne signe pas de contrat avec cette équipe et, à nouveau disponible pour tous les clubs du baseball majeur, il est sélectionné en quatrième ronde par les Orioles de Baltimore en 2006 et, cette fois, accepte un contrat puis amorce sa carrière professionnelle en ligues mineures.
Considéré comme un bon espoir des Orioles comme joueur de deuxième but et arrêt-court, une fracture au pied gauche durant la saison 2009 compromet son développement et il joue davantage au poste de voltigeur à son retour au jeu.
Davis fait ses débuts dans les majeures le 22 juin 2011. L'athlète de 27 ans amorce au deuxième but le match des Orioles de Baltimore face aux Pirates de Pittsburgh. Cependant l'erreur qu'il commet en défensive permet aux Pirates de remporter la victoire. Son premier coup sûr dans le baseball majeur est un triple aux dépens du lanceur Edinson Volquez des Reds de Cincinnati le 24 juin, ce qui lui permet de récolter ses deux premiers points produits en carrière. Il frappe son premier circuit le 13 août contre Max Scherzer des Tigers de Detroit. En 25 parties pour les Orioles en 2011, Blake Davis frappe un circuit, produit 6 points et maintient une moyenne au bâton de ,254.